# Anoda
|  | Dieser Artikel wurde aufgrund von formalen oder inhaltlichen Mängeln in der Qualitätssicherung Biologie im Abschnitt „2025“ zur Verbesserung eingetragen. Dies geschieht, um die Qualität der Biologie-Artikel auf ein akzeptables Niveau zu bringen. Bitte hilf mit, diesen Artikel zu verbessern! Artikel, die nicht signifikant verbessert werden, können gegebenenfalls gelöscht werden. Lies dazu auch die näheren Informationen in den Mindestanforderungen an Biologie-Artikel. Begründung: Vollprogramm – Formatfehler, Gattungsnamen werden kursiv geschrieben, falsche Bildunterschrift, Taxon_Name ist kein deutscher Trivialname, Merkmale nicht wirklich aussagekräftig; Verbreitung ist viel größer; Kategorien unvollständig. |

Anoda ist eine Pflanzengattung aus der Familie der Malvengewächse (Malvaceae). Sie umfasst 24 Arten krautiger Pflanzen, die in den subtropischen und tropischen Regionen Amerikas heimisch sind – von den südwestlichen Vereinigten Staaten (Arizona, New Mexico und Texas) über Mexiko, Mittelamerika und das westliche Südamerika bis nach Nordargentinien und Südchile. Es handelt sich meist um aufrecht wachsende Pflanzen mit unterschiedlichen Blattformen, von denen viele auffällig gefärbte Blüten tragen. Die meisten Arten bilden charakteristische scheibenförmige, segmentierte Früchte.

## Arten
24 Arten werden akzeptiert:
- Anoda abutiloides A.Gray – Indian anoda
- Anoda acerifolia Cav.
- Anoda albiflora Fryxell
- Anoda crenatiflora Ortega – thicket anoda
- Anoda cristata (L.) Schltdl. – crested anoda, spurred anoda, violeta del campo
- Anoda guatemalensis Fryxell
- Anoda henricksonii M.C.Johnst.
- Anoda hintoniorum Fryxell
- Anoda hirta Fryxell
- Anoda lanceolata Hook. & Arn. – lanceleaf anoda
- Anoda leonensis Fryxell
- Anoda maculata Fryxell
- Anoda palmata Fryxell
- Anoda paniculata Hochr.
- Anoda pedunculosa Hochr.
- Anoda pentaschista A.Gray – field anoda
- Anoda polygyna Fryxell
- Anoda pristina Fryxell
- Anoda pubescens Schltdl.
- Anoda reflexa Díaz-Contreras & Cruz Durán
- Anoda reticulata S.Watson – netted anoda
- Anoda speciosa Fryxell
- Anoda succulenta Fryxell
- Anoda thurberi A.Gray